# Nicolas Seiwald
Nicolas Seiwald (Kuchl, 4 mei 2001) is een Oostenrijks voetballer die doorgaans speelt als middenvelder. In juli 2023 verruilde hij Red Bull Salzburg voor RB Leipzig. Seiwald maakte in 2021 zijn debuut in het Oostenrijks voetbalelftal.

## Clubcarrière
Seiwald speelde vanaf zijn achtste levensjaar in de jeugdopleiding van Red Bull Salzburg. In 2019 ging hij spelen voor FC Liefering, het reserveteam van de club. Zijn debuut in het eerste elftal maakte de middenvelder op 9 september 2020, toen in de ÖFB-Cup gespeeld werd op bezoek bij Schwarz-Weiß Bregenz. Seiwald moest van coach Jesse Marsch op de reservebank beginnen en hij viel zeventien minuten na rust in voor Enock Mwepu, die gescoord had voor dat moment. Ook Sékou Koïta, Patson Daka (viermaal), Mohamed Camara, Luka Sučić, Masaya Okugawa en Maximilian Wöber waren tot scoren gekomen. Er viel geen goal meer, dus het bleef bij 0–10. Zijn eerste doelpunt volgde ook in de beker, ruim een jaar later op 22 september 2021. Op die dag opende hij na tien minuten de score tegen SC Kalsdorf. Na hem scoorden ook Rasmus Nissen Kristensen, Nicolás Capaldo, Noah Okafor (tweemaal), Benjamin Šeško, Bryan Okoh en Maurits Kjærgaard nog, waardoor met 8–0 gewonnen werd. In de zomer van 2022 werd de verbintenis van Seiwald opengebroken en verlengd tot medio 2026.
In februari 2023 werd bekend dat Seiwald in de zomer van dat jaar voor een bedrag van circa twintig miljoen euro zou verkassen naar RB Leipzig. Bij die club zette hij zijn handtekening onder een verbintenis voor de duur van vijf seizoenen.

## Clubstatistieken
| Seizoen | Club              | Competitie | Competitie | Competitie | Beker | Beker | Internationaal | Internationaal | Totaal | Totaal |
| Seizoen | Club              | Competitie | Wed.       | Dlp.       | Wed.  | Dlp.  | Wed.           | Dlp.           | Wed.   | Dlp.   |
| ------- | ----------------- | ---------- | ---------- | ---------- | ----- | ----- | -------------- | -------------- | ------ | ------ |
| 2018/19 | FC Liefering      | 2. Liga    | 3          | 0          | —     | —     | —              | —              | 3      | 0      |
| 2019/20 | FC Liefering      | 2. Liga    | 23         | 3          | —     | —     | —              | —              | 23     | 3      |
| 2020/21 | FC Liefering      | 2. Liga    | 11         | 2          | —     | —     | —              | —              | 11     | 2      |
| 2020/21 | Red Bull Salzburg | Bundesliga | 15         | 0          | 3     | 0     | 0              | 0              | 18     | 0      |
| 2021/22 | Red Bull Salzburg | Bundesliga | 32         | 0          | 5     | 1     | 10             | 0              | 47     | 1      |
| 2022/23 | Red Bull Salzburg | Bundesliga | 31         | 3          | 4     | 0     | 8              | 1              | 43     | 4      |
| 2023/24 | RB Leipzig        | Bundesliga | 21         | 0          | 2     | 0     | 4              | 0              | 27     | 0      |
| 2024/25 | RB Leipzig        | Bundesliga | 30         | 0          | 4     | 0     | 7              | 0              | 41     | 0      |
| Totaal  | Totaal            | Totaal     | 166        | 8          | 18    | 1     | 29             | 1              | 213    | 10     |

Bijgewerkt op 24 juni 2025.

## Interlandcarrière
Seiwald maakte zijn debuut in het Oostenrijks voetbalelftal op 12 november 2021, toen een kwalificatiewedstrijd voor het WK 2022 gespeeld werd tegen Israël. Nir Bitton en Dor Peretz scoorden voor dat land, maar door treffers van Marko Arnautović, Louis Schaub (tweemaal) en Marcel Sabitzer won Oostenrijk het duel met 4–2. Seiwald mocht van bondscoach Franco Foda in de basisopstelling beginnen en hij speelde het gehele duel mee. De andere Oostenrijkse debutant dit duel was clubgenoot Chukwubuike Adamu (Red Bull Salzburg).
In mei 2024 werd Seiwald door bondscoach Ralf Rangnick opgenomen in de voorselectie van Oostenrijk voor het EK 2024 in Duitsland. Later haalde hij ook de definitieve selectie. Op het toernooi overleefde Oostenrijk de groepsfase na een nederlaag tegen Frankrijk (0–1) en overwinningen op Polen (1–3) en Nederland (2–3). In de achtste finales was Turkije met 1–2 te sterk. Seiwald speelde alle wedstrijden van begin tot einde. Zijn toenmalige clubgenoten David Raum, Benjamin Henrichs (beiden Duitsland), Péter Gulácsi, Willi Orbán (beiden Hongarije), Dani Olmo (Spanje), Benjamin Šeško (Slovenië), Yussuf Poulsen (Denemarken), Xavi Simons (Nederland), Christoph Baumgartner (eveneens Oostenrijk) en Loïs Openda (België) waren ook actief op het toernooi.
| Interlands van Christopher Trimmel voor Oostenrijk | Interlands van Christopher Trimmel voor Oostenrijk | Interlands van Christopher Trimmel voor Oostenrijk | Interlands van Christopher Trimmel voor Oostenrijk | Interlands van Christopher Trimmel voor Oostenrijk | Interlands van Christopher Trimmel voor Oostenrijk |
| №                                                  | Datum                                              | Wedstrijd                                          | Uitslag                                            | Competitie                                         | Goals                                              |
| Als speler bij Red Bull Salzburg                   | Als speler bij Red Bull Salzburg                   | Als speler bij Red Bull Salzburg                   | Als speler bij Red Bull Salzburg                   | Als speler bij Red Bull Salzburg                   | Als speler bij Red Bull Salzburg                   |
| -------------------------------------------------- | -------------------------------------------------- | -------------------------------------------------- | -------------------------------------------------- | -------------------------------------------------- | -------------------------------------------------- |
| 1                                                  | 12 november 2021                                   | Oostenrijk – Israël                                | 4 – 2                                              | WK 2022 kwalificatie                               |                                                    |
| 2                                                  | 15 november 2021                                   | Oostenrijk – Moldavië                              | 4 – 1                                              | WK 2022 kwalificatie                               |                                                    |
| 3                                                  | 24 maart 2022                                      | Wales – Oostenrijk                                 | 2 – 1                                              | WK 2022 kwalificatie                               |                                                    |
| 4                                                  | 3 juni 2022                                        | Kroatië – Oostenrijk                               | 0 – 3                                              | Nations League 2022/23                             |                                                    |
| 5                                                  | 6 juni 2022                                        | Oostenrijk – Denemarken                            | 1 – 2                                              | Nations League 2022/23                             |                                                    |
| 6                                                  | 10 juni 2022                                       | Oostenrijk – Frankrijk                             | 1 – 1                                              | Nations League 2022/23                             |                                                    |
| 7                                                  | 13 juni 2022                                       | Denemarken – Oostenrijk                            | 2 – 0                                              | Nations League 2022/23                             |                                                    |
| 8                                                  | 22 september 2022                                  | Frankrijk – Oostenrijk                             | 2 – 0                                              | Nations League 2022/23                             |                                                    |
| 9                                                  | 25 september 2022                                  | Oostenrijk – Kroatië                               | 1 – 3                                              | Nations League 2022/23                             |                                                    |
| 10                                                 | 20 november 2022                                   | Oostenrijk – Italië                                | 2 – 0                                              | Vriendschappelijk                                  |                                                    |
| 11                                                 | 24 maart 2023                                      | Oostenrijk – Azerbeidzjan                          | 4 – 1                                              | EK 2024 kwalificatie                               |                                                    |
| 12                                                 | 27 maart 2023                                      | Oostenrijk – Estland                               | 2 – 1                                              | EK 2024 kwalificatie                               |                                                    |
| 13                                                 | 17 juni 2023                                       | België – Oostenrijk                                | 1 – 1                                              | EK 2024 kwalificatie                               |                                                    |
| 14                                                 | 20 juni 2023                                       | Oostenrijk – Zweden                                | 2 – 0                                              | EK 2024 kwalificatie                               |                                                    |
| Als speler bij RB Leipzig                          |                                                    |                                                    |                                                    |                                                    |                                                    |
| 15                                                 | 7 september 2023                                   | Oostenrijk – Moldavië                              | 1 – 1                                              | Vriendschappelijk                                  |                                                    |
| 16                                                 | 12 september 2023                                  | Zweden – Oostenrijk                                | 1 – 3                                              | EK 2024 kwalificatie                               |                                                    |
| 17                                                 | 13 oktober 2023                                    | Oostenrijk – België                                | 2 – 3                                              | EK 2024 kwalificatie                               |                                                    |
| 18                                                 | 16 oktober 2023                                    | Azerbeidzjan – Oostenrijk                          | 0 – 1                                              | EK 2024 kwalificatie                               |                                                    |
| 19                                                 | 16 november 2023                                   | Estland – Oostenrijk                               | 0 – 2                                              | EK 2024 kwalificatie                               |                                                    |
| 20                                                 | 21 november 2023                                   | Oostenrijk – Duitsland                             | 2 – 0                                              | Vriendschappelijk                                  |                                                    |
| 21                                                 | 23 maart 2024                                      | Slowakije – Oostenrijk                             | 0 – 2                                              | Vriendschappelijk                                  |                                                    |
| 22                                                 | 26 maart 2024                                      | Oostenrijk – Turkije                               | 6 – 1                                              | Vriendschappelijk                                  |                                                    |
| 23                                                 | 4 juni 2024                                        | Oostenrijk – Servië                                | 2 – 1                                              | Vriendschappelijk                                  |                                                    |
| 24                                                 | 8 juni 2024                                        | Zwitserland – Oostenrijk                           | 6 – 1                                              | Vriendschappelijk                                  |                                                    |
| 25                                                 | 17 juni 2024                                       | Oostenrijk – Frankrijk                             | 0 – 1                                              | EK 2024                                            |                                                    |
| 26                                                 | 21 juni 2024                                       | Polen – Oostenrijk                                 | 1 – 3                                              | EK 2024                                            |                                                    |
| 27                                                 | 25 juni 2024                                       | Nederland – Oostenrijk                             | 2 – 3                                              | EK 2024                                            |                                                    |
| 28                                                 | 2 juli 2024                                        | Oostenrijk – Turkije                               | 1 – 2                                              | EK 2024                                            |                                                    |
| 29                                                 | 6 september 2024                                   | Slovenië – Oostenrijk                              | 1 – 1                                              | Nations League 2024/25                             |                                                    |
| 30                                                 | 9 september 2024                                   | Noorwegen – Oostenrijk                             | 2 – 1                                              | Nations League 2024/25                             |                                                    |
| 31                                                 | 10 oktober 2024                                    | Oostenrijk – Kazachstan                            | 4 – 0                                              | Nations League 2024/25                             |                                                    |
| 32                                                 | 13 oktober 2024                                    | Oostenrijk – Noorwegen                             | 5 – 1                                              | Nations League 2024/25                             |                                                    |
| 33                                                 | 14 november 2024                                   | Kazachstan – Oostenrijk                            | 0 – 2                                              | Nations League 2024/25                             |                                                    |
| 34                                                 | 17 november 2024                                   | Oostenrijk – Slovenië                              | 1 – 1                                              | Nations League 2024/25                             |                                                    |
| 35                                                 | 20 maart 2025                                      | Oostenrijk – Servië                                | 1 – 1                                              | Nations League 2024/25                             |                                                    |
| 36                                                 | 23 maart 2025                                      | Servië – Oostenrijk                                | 2 – 0                                              | Nations League 2024/25                             |                                                    |
| 37                                                 | 7 juni 2025                                        | Oostenrijk – Roemenië                              | 2 – 1                                              | WK 2026 kwalificatie                               |                                                    |
| 38                                                 | 10 juni 2025                                       | San Marino – Oostenrijk                            | 0 – 4                                              | WK 2026 kwalificatie                               |                                                    |

Bijgewerkt op 24 juni 2025.

## Erelijst
| Competitie                       |                   |                           |
| Competitie                       | Aantal            | Jaren                     |
| Red Bull Salzburg                | Red Bull Salzburg | Red Bull Salzburg         |
| -------------------------------- | ----------------- | ------------------------- |
| Bundesliga                       | 3                 | 2020/21, 2021/22, 2022/23 |
| ÖFB-Cup                          | 2                 | 2020/21, 2021/22          |
| RB Leipzig                       |                   |                           |
| DFL-Supercup                     | 1                 | 2023                      |
| Individueel                      |                   |                           |
| Bundesliga — Speler van het Jaar | 1                 | 2022/23                   |